# إنسان الغاب السومطري
إنسان الغاب السومطري (الاسم العلمي: Pongo abelii) واحد من نوعي إنسان الغاب، التي تتواجد فقط في جزيرة سومطرة في إندونيسيا، ونادر قياساً بإنسان الغاب البورنيوي
في سنة 2017، فصل العلماء الجمهرة الواقعة جنوب بحيرة تابانولي بنوع جديد يسمى إنسان الغاب التابانولي.

## الوصف الجسدي
ينمو ليصل طوله حوالي 1.4 متر (4.6 قدم) ويصل وزنه إلي 90 كغم (200 رطل) في الذكور.الإناث تنمو بمتوسط 90 سم (3.0 قدم) و 45 كغم (99 رطل).بالمقارنة مع إنسان الغاب البورنيوي، فإنسان الغاب السومطري قوامه أرفع ووجوه أطول ؛ وشعر أطول مع لون أحمر شاحب .